# Hernando Pizarro

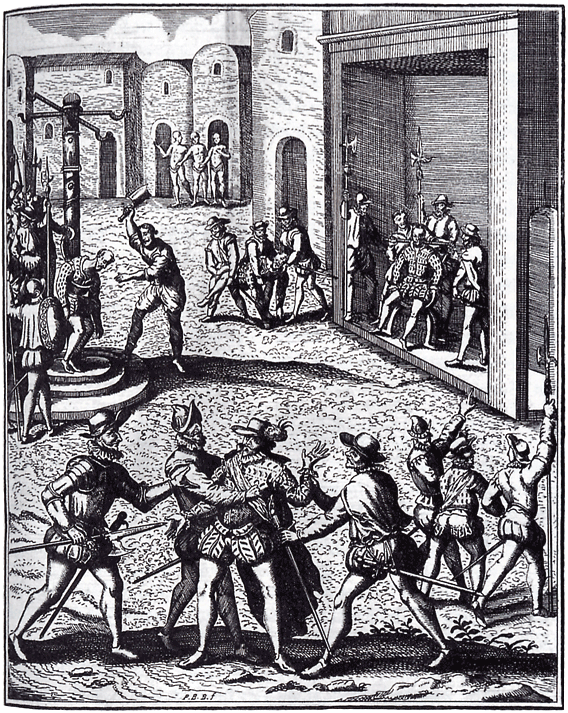
Captura e execução de Diego de Almagro com a participação de Hernando Pizarro (gravura em metal cobre, provavelmente oficina de Theodor de Bry, c. 1600)

Hernando Pizarro y de Vargas (nascido por volta de 1475, de acordo com outras fontes, 1478, 1502, 1504 ou 1508 em Trujillo, Estremadura, Espanha - morto em 1578, de acordo com outras fontes, 1557 ou 1608) foi um conquistador espanhol e um dos irmãos Pizarro, governantes do Peru. Ele morreu na Espanha em idade muito avançada, ao contrário de seus irmãos, que sofreram todos uma morte violenta.

## Biografia
Existem controvérsias sobre a data exata do nascimento de Hernando. Na ausência de dados oficiais, alguns autores o coloca entre 1475 e 1478. Outros sugerem a data de seu nascimento entre 1501 e 1503. Ambos os grupos de pesquisadores apoiam suas teses baseados em reconstruções elaboradas, mas ninguém foi capaz, até agora, de dar a última palavra sobre o assunto.[carece de fontes?]
Hernando nasceu em Trujillo, Estremadura, Espanha, filho do capitão Gonzalo Pizarro y Rodríguez, que serviu como coronel de infantaria nas campanhas italianas sob o comando de Gonzalo Fernández de Córdova, e em Navarra, com alguma distinção - e de sua esposa, Isabel de Vargas.

## Irmãos Pizarro
Como um dos irmãos Pizarro, ele tinha parentesco com Francisco, Juan e Gonzalo Pizarro. Tinha duas irmãs legítimas, Inés Pizarro y de Vargas, que se casou, mas não teve filhos com o único filho legítimo de Francisco, e Isabel Pizarro y de Vargas, casada com Gonzalo de Tapia. Através de seu pai, ele era primo em segundo grau de Hernán Cortés.

## Novo Mundo
Ao contrário de seus outros irmãos, ele nasceu dentro do casamento, foi educado e ganhou influência na Corte espanhola. Em 1530, Hernando partiu para o Novo Mundo com o seu meio-irmão, Francisco Pizarro, e acompanhou-o durante suas conquistas no Peru. Em 1533, Hernando foi enviado de volta para promover os interesses de Pizarro contra o seu parceiro inquieto, Diego de Almagro, já que Hernando tinha as melhores ligações na Corte espanhola. Quando voltou ao Peru, ele governou com seus outros meio irmãos (Juan e Gonzalo Pizarro) a valiosa capital inca de Cusco. Governando com mão de ferro, ele ajudou com a supressão eventual de levantes Inca liderados por Manco Capac.

## Cusco
Depois que Diego de Almagro retornou do Chile, de uma expedição mal sucedida em busca de ouro, ele descobriu que Hernando e seus irmãos estavam no controle de Cusco. No entanto, como ele não tinha obtido qualquer crédito por ter sido o principal parceiro de Francisco Pizarro na descoberta do Peru, ele decidiu reivindicar Cusco como parte de sua participação. Almagro tomou a cidade em 1537, capturando Hernando e Juan. Hernando foi eventualmente libertado após negociações entre Almagro e Francisco, e em 1538 ele e Gonzalo voltaram com um exército para enfrentar Almagro. Na batalha de Las Salinas, os Pizarros conquistaram uma vitória decisiva, capturando Almagro e a cidade.
A execução de Almagro no final daquele ano e a desordem geral causada pelas disputas internas espanholas provocaram precipitações substanciais na Corte espanhola. Hernando foi novamente chamado para influenciar seus contatos reais: em 1539 ele retornou à Espanha para fazer lobby em favor dos Pizarros. Mas, convencido da responsabilidade no assassinato de Diego de Almagro, foi preso no castelo da Mota, onde permaneceu até 1560. Ao ser libertado, teria retornado à sua terra natal e morrido aos 100 anos em 1608. Outras fontes sugerem que ele morreu em 1578, e algumas que ele tinha 72 anos no momento de sua morte, o que tornaria o ano de seu nascimento 1505 ou 1506. Se ele, de fato, tinha 100 anos de idade, o ano de seu nascimento seria 1478 ou 1508.

## Família
Em 1552, Hernando se casou com sua sobrinha, Francisca Pizarro Yupanqui (ela era filha de Francisco Pizarro e sua amante Inca, Inés Huaylas Yupanqui) na Espanha. Apesar de ter nascido fora do casamento, ela foi legitimada por Decreto Imperial. Eles tiveram cinco filhos. Um de seus filhos, Francisco Pizarro y Pizarro, casou duas vezes e teve descendentes, os Marqueses de La Conquista. Como resultado, a linhagem de Pizarro sobreviveu à morte de Hernando, embora, atualmente, esteja extinta na linha masculina.
Seu pai era filho de Fernando Alonso Pizarro e Isabel de Vargas Rodríguez de Aguilar, neto paterno de Fernando ou Hernando Alonso de Hinojosa e da esposa Teresa Martínez Pizarro, e irmão de Juan Pizarro, que morreu sem filhos em 1521, e Diego Fernández Pizarro, que se casou com Marina López e teve um filho, Fernando Pizarro López, que teve um filho natural chamado Diego Pizarro de Vargas, casado com Juana Rodríguez de Bobadilla, com descendência do sexo feminino em Portugal.